# L'altro uomo
L'altro uomo (Strangers on a Train) è un film del 1951 diretto da Alfred Hitchcock tratto con una certa libertà dal romanzo di Patricia Highsmith Sconosciuti in treno. 
Il film è stato successivamente riedito con il titolo Delitto per delitto - L'altro uomo.

## Trama

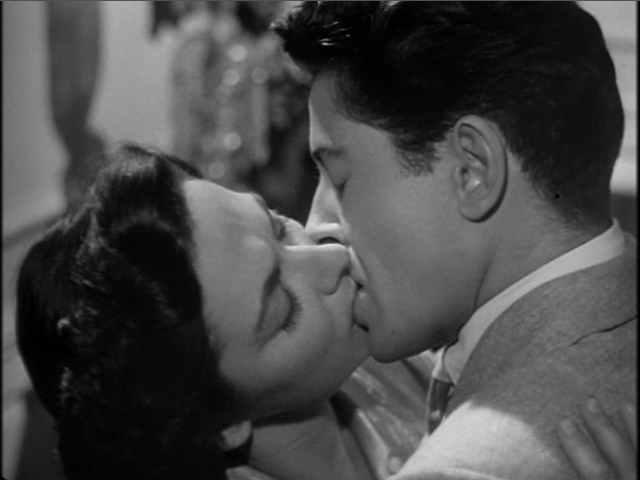
Una scena del film

Il giovane e brillante tennista Guy Haines si è separato dalla fedifraga consorte Miriam e, in attesa del divorzio che la moglie non vuole concedergli, frequenta Ann Morton, bella figlia di un senatore, con la quale conta di risposarsi. Recandosi in treno da Washington a Metcalf, la cittadina ove ha vissuto con la moglie, sulla linea Washington-New York, incontra uno strano individuo, il giovane e ricco Bruno Anthony di Arlington, Virginia. Questi si dichiara suo ammiratore e si dimostra molto ben informato sulle vicende non solo sportive di Guy.
Dopo il pranzo offertogli nel suo scompartimento, Bruno propone a Guy uno scambio di delitti: si offre di uccidergli la moglie, ostacolo al suo nuovo legame sentimentale, in cambio dell'omicidio del proprio padre, despota odioso. Guy la prende per una stravagante battuta e scende alla sua fermata. S'incontra poi con Miriam, che non vuole concedergli il divorzio. Informatosi con una telefonata dell'esito dell'incontro, Bruno passa all'azione.
Si reca a Metcalf e pedina Miriam mentre con un paio di giovanotti si reca nel Luna Park. Approfittando di un momento in cui è sola in un boschetto, la strangola con le sue mani. Freddo e determinato, recupera anche l'accendino con le iniziali di Guy, cadutogli durante l'omicidio e che Guy aveva dimenticato in treno. Gli occhiali frantumati di Miriam vengono consegnati a Guy, dal quale Bruno ora esige l'adempimento della rispettiva parte contrattuale. Sdegnato, Guy rifiuta.
La polizia sospetta che Guy sia responsabile della morte della moglie: è l'unico ad avere un movente valido e il suo alibi non è dei più solidi. Al momento del delitto si trovava in treno con un docente di matematica dell'Università di Chicago, certo professor Collins, in quel momento parecchio alticcio, che, chiamato a testimoniare, dichiara però di non ricordare più nulla.
Sotto stretta sorveglianza della polizia e assillato da Bruno, Guy decide di fingere di eseguire quanto gli è stato chiesto. Si reca nella casa di Arlington con la rivoltella e le chiavi consegnategli dallo stesso Bruno. S'introduce nella stanza da letto in cui dorme il padre, al quale vorrebbe rivelare il piano criminale del figlio. Ma sotto le coperte c'è Bruno, diffidente del poco convinto complice. Ora si vuole vendicare e farlo incriminare.
Ann, che conosce la verità e vuole aiutare l'innamorato, si reca ad Arlington dagli Anthony, per convincere la madre di Bruno a ricoverare il figlio psicopatico, ma il tentativo va a vuoto. Bruno ne approfitta per rammentarle l'accendino di Guy, che a tempo debito farà ritrovare sul luogo del delitto come prova schiacciante. Guy intuisce che Bruno attuerà il piano l'indomani stesso, il giorno del torneo di tennis. Per i due uomini s'innesca una corsa contro il tempo, verso il luogo del delitto: uno per lasciare l'accendino e l'altro per impedirglielo. Il finale sarà drammatico e avvincente.

## Produzione
Il film fu prodotto e diretto da Alfred Hitchcock per la Warner Bros.

### Soggetto
Il soggetto del film è tratto dal primo romanzo, pubblicato nel 1950, di Patricia Highsmith, allora una sconosciuta autrice di thriller. Hitchcock, che era sempre alla ricerca di buone storie da trasformare in film, acquistò i diritti sul libro per soli 7500 dollari, trattando tramite un intermediario che non rivelò mai che la persona interessata al romanzo era il grande regista. Il negoziato si concluse con un contratto firmato il 20 aprile 1950. In seguito la Highsmith si disse amareggiata per la condotta di Hitchcock, che avrebbe potuto pagare ben di più, ma la pratica di usare intermediari anonimi era molto diffusa all'epoca a Hollywood: se ne servivano infatti grandi studios e molti altri famosi registi.

### Sceneggiatura
Hitchcock affidò in un primo tempo, in luglio, la sceneggiatura a Raymond Chandler, con un salario di 2500 dollari a settimana, ma la loro collaborazione "non fu molto felice" e in settembre venne ingaggiata Czenzi Ormonde, una degli assistenti di Ben Hecht, alla quale si deve il lavoro conclusivo, con l'aiuto di Barbara Keon e Alma Hitchcock. Il 16 ottobre la sceneggiatura, i dialoghi, la suddivisione delle scene e la descrizione dettagliata delle sequenze erano ultimate.

### Cast
Dalla MGM il regista ottenne l'attore Robert Walker, per il ruolo di Bruno, l'elegante psicopatico: questo sarebbe stato il suo ultimo film intero (morirà in seguito ad un'iniezione dopo aver girato alcune scene del suo film successivo, L'amore più grande, e per rimediare al grave problema della sua perdita si utilizzeranno i campi lunghi de L'altro uomo)
Il tennista Guy Haines fu interpretato da Farley Granger, che aveva già lavorato per Hitchcock in Nodo alla gola.
Ruth Roman, un'attrice già sotto contratto con la Warner Brothers, ebbe il ruolo della figlia del senatore.
La parte della sorella un po' impicciona di Ann, Barbara Morton, è interpretata da Patricia Hitchcock, figlia del regista: risultò particolarmente adatta a fornire il «perfetto contrappunto comico alla studiata serietà degli altri attori».

#### Cameo
Il regista Alfred Hitchcock fa la sua comparsa all'inizio del film, salendo in treno dallo stesso sportello da cui è appena sceso Guy e portando con sé un contrabbasso.

### Riprese
Dal 20 al 25 ottobre si girarono le scene in esterni alla Pennsylvania Station di New York, alla fermata ferroviaria di Danbury Connecticut e in altre località della capitale. Per la fine del mese girarono a Chatsworth, un sobborgo di Los Angeles, dove fu costruito su istruzioni del regista il parco dei divertimenti.
Le riprese si conclusero prima del Natale 1950.

## Distribuzione
La prima del film si tenne il 30 giugno 1951.

## Accoglienza
Il film fu un successo commerciale e fu lodato anche dalla critica e riportò il regista "nuovamente sulla cresta dell'onda".

### Critica

#### Sequenze celebri
Sequenza dell'omicidio
«Il volto della donna, illuminato dall'accendino, occupa tutta l'inquadratura. Mentre lei guarda in macchina appare improvvisamente pietrificato dal terrore. Walker entra nell'inquadratura e le sue mani le afferrano strettamente la gola.
Gli occhiali della donna cadono a terra. La cinepresa osserva lo strangolamento e il collasso finale grazie ad un enorme riflesso in una delle lenti degli occhiali: la distorsione mostra qualcosa di raccapricciante e infernale, un momento strappato da un terribile incubo.»
Sequenza della giostra
«La sequenza della giostra mi fa sudare ancora oggi. L'uomo del Luna Park, l'omino che striscia sotto la piattaforma, ha veramente rischiato la vita. Se avesse alzato la testa di cinque millimetri sarebbe rimasto ucciso e non me lo sarei mai perdonato. Non rifarò mai più una scena di questo tipo.»
Sequenza del palloncino
«...Ci si ricordi di questa immagine di Strangers on a Train, la più atroce e la più bella forse di tutta la nostra cineteca immaginaria: alcuni istanti prima di commettere il suo "crimine", l'assassino si offre il lusso gratuito di far scoppiare con la sua sigaretta il palloncino di un bambino. E questo bambino, privato brutalmente della sua gioia infantile, volta verso di lui (verso di noi) una faccia in cui non si esprimono né la collera e neppure la sorpresa: come se sapesse bene di aver meritato questo brutto scherzo.»

## Temi

### Il tema del doppio
Il tema del doppio emerge in molte scene: due paia di piedi, due binari ferroviari che si incrociano due volte, drink doppi, due donne che chiedono l'ora in luoghi diversi, due innamorati che corteggiano Miriam, due uffici, due detectives, due città, due donne con gli occhiali, due padri autorevoli ed influenti.
Il film è sistematicamente costruito sul numero due e, anche qui, i due protagonisti potrebbero benissimo chiamarsi con lo stesso nome, Guy e Bruno, perché si tratta chiaramente di un solo personaggio diviso in due. È l'elemento chiave della struttura del film.

### Il tema dello scambio
Fra vittima e colpevole avviene un ambiguo scambio dei ruoli e alla fine l'innocente perseguitato godrà comunque del vantaggio che il delitto gli ha procurato.

### Il conflitto fra bene e male
Già ne L'ombra del dubbio e successivamente in Psyco e in Frenzy Hitchcock esplora il conflitto fra bene e male, mondo della luce, dell'ordine, della vita e mondo delle tenebre, del disordine, della follia, della morte.
«Walker dimora nel mondo delle tenebre, sottolineato dall'ombra che si incrocia sul suo viso, dall'oscurità gotica della sua casa di Arlington e dalla barca Pluto che il personaggio prende per commettere l'omicidio e che lo collega al signore e padrone dei morti.
In un'inquadratura visivamente molto efficace Walker è ripreso come un punto nero, un neo maligno, che si staglia sulla purezza del marmo bianco del Jefferson Memorial, come una macchia sulla perfezione.
Granger abita il regno della luce, rappresentato da luminose partite di tennis all'aria aperta, da abiti chiari e dalle feste mondane di Washington.»

## Il luna park
In questo film l'ambiente del luna park diventa il simbolo più importante del regno delle contraddizioni, in cui si compie il crimine e in cui si liberano le forze demoniache.
Hitchcock attinge ad una tradizione letteraria preesistente: il Faust di Goethe, La fiera delle vanità di William Makepeace Thackeray, Bartholomew Fair di Ben Jonson, Il pellegrinaggio del cristiano di John Bunyan fino al Gabinetto del dottor Caligari il parco dei divertimenti è il luogo dove gli aspetti impazziti della vita vengono concentrati ed espressi.
Il luna park era stato rappresentato da Hitchcock coi toni del grottesco già in Vinci per me, Omicidio!, Sabotatori, Paura in palcoscenico.

## Tecnica cinematografica

### Metafore
«Il treno è luogo e mezzo privilegiato per le storie itineranti di Hitchcock, metafora della condizione umana, del viaggio esistenziale»

### Metonimie
Il film inizia con «...il movimento due paia di scarpe (da sinistra a destra e da destra a sinistra), ben tipicizzate (sobrie e vistose), in un taxi, nella stazione ferroviaria, sul treno, fino al loro toccarsi. Solo allora la macchina da presa si alza e svela i volti e i corpi dei rispettivi proprietari.»

### Forme geometriche
- «Materializziamo l'idea di scambio sotto la forma d'un rinvio, di un va e vieni. Troviamo un cerchio a questo diametro, turbiamo l'inerzia con un movimento rotatorio: adesso la nostra figura è costruita, la nostra reazione è scattata.

Ciascuno è padrone di credere che i diversi motivi della retta, del cerchio, del va e vieni, del vortice, del numero due o del colore bianco si trovino riuniti in questo film per puro caso.»
- «L'Altro uomo assomiglia decisamente a un grafico. A questo livello la stilizzazione, che diventa inebriante per l'occhio e lo spirito, affascina anche la gran massa del pubblico».[15]
- «...È certamente uno dei film di Hitchcock in cui si esprime perfettamente la passione del regista per le costruzioni di segni geometrici: il cerchio che attira il criminale e le sue vittime nel gorgo del delitto, da un lato, la linea retta, le parallele, come i binari, dall'altro,su cui corrono lineari le vite delle persone, finché non si incontrano».[16]

### Il tempo
«Un aspetto notevole di questo film è la manipolazione del tempo.
Alla frenesia della partita di tennis che Guy deve vincere ad ogni costo, in montaggio parallelo il regista accosta il panico da cui è preso Bruno, quando lascia accidentalmente cadere nel tombino l'accendisigari di Guy...
Hitchcock comprime il tempo violentemente come si spreme un limone.
Più avanti lo lascia andare, lo allenta. Quando Bruno arriva nell'isola, deve attendere la sera. "A che ora fa notte qui?" chiede a un dipendente del luna park. Il tempo reale, quello della vita, riafferma i suoi diritti.
Questo gioco con il tempo è stupefacente.»

## Remake
Nel 1971 il regista Maurizio Lucidi dirige un remake italiano del film, che viene interpretato da Tomas Milian e Pierre Clémenti.
Una sorta di remake è anche il film Getta la mamma dal treno di Danny DeVito.

## Riconoscimenti
- 1952 - Premio Oscar
  - Candidatura per la Migliore fotografia a Robert Burks
- 1952 - Directors Guild of America Award
  - Candidatura per il miglior regista ad Alfred Hitchcock
- 1951 - National Board of Review Awards
  - migliori dieci film dell'anno
- 2021
  - è stato scelto per la conservazione nel National Film Registry della Biblioteca del Congresso degli Stati Uniti d'America in quanto «film culturalmente, storicamente ed esteticamente significativo».[18]